# Abbergen

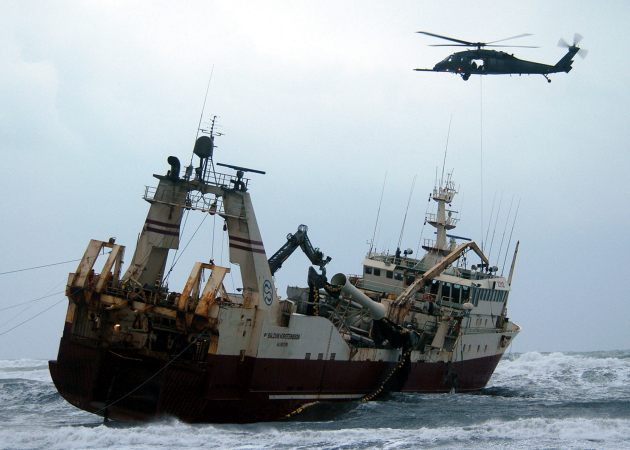
Abbergen mit einem Rettungshubschrauber

Abbergen bedeutet in der Seefahrt, eine Person von einem Schiff herunterzuholen, die dazu aus eigener Kraft nicht in der Lage ist, z. B. nach einem Unfall, wegen Erkrankung oder wegen Bewusstlosigkeit.

## Voraussetzungen und Durchführung
Nicht erforderlich ist, dass sich das betreffende Schiff in Seenot befindet. Das Abbergen ist für die Betroffenen und auch für die Retter jedoch nicht ungefährlich. Personen können beim Versuch, von einem kleinen Schiff – zum Beispiel einer Yacht – auf ein viel größeres umzusteigen, zwischen den Schiffen erdrückt werden oder beim Hochklettern abstürzen. Helikopter können nur bei geeignetem Wetter fliegen, die Leine der Rettungswinde kann sich in Schiffsteilen verfangen. Personen werden dennoch oft durch Rettungshubschrauber abgeborgen, da dies weniger Gefahren birgt als durch einen Seenotrettungskreuzer oder ein anderes Wasserfahrzeug.
Während es beim Abbergen um den rein tatsächlichen Vorgang der Rettung von Personen geht, wird die Hilfe für ein in Gefahr befindliches Seeschiff, für die an Bord befindlichen Sachen und für die Fracht als Bergung bezeichnet und ist als gesetzliches Schuldverhältnis ausgestaltet. Die rechtlichen Rahmenbedingungen schafft das Internationale Übereinkommen zur einheitlichen Feststellung einzelner Regeln über die Hilfeleistung und die Bergung in Seenot. Im deutschen Recht sind die §§ 574 bis 587 des Handelsgesetzbuches (HGB) einschlägig, vor allem für den Bergelohnanspruch.  Menschen, denen im Zusammenhang mit einer Bergung das Leben gerettet worden ist, haben an den Berger weder einen Bergelohn noch eine Sondervergütung zu entrichten (§ 583 Abs. 1 HGB).